# Tano Bonnín
Cayetano Bartolomé Bonnín Vásquez, dit Tano Bonnín ou Tano, né le 30 juin 1990 à Palma en Espagne, est un footballeur international dominicain évoluant au poste de défenseur central.

## Biographie

### En club
Avec le club du CA Osasuna, il joue 11 matchs en première division espagnole lors de la saison 2016-2017.

### En équipe nationale
Il reçoit sa première sélection en équipe de République dominicaine le 24 mars 2013, en amical contre Haïti (victoire 3-1).